# Monolena trichopoda
Monolena trichopoda là một loài thực vật có hoa trong họ Mua. Loài này được R.H. Warner mô tả khoa học đầu tiên năm 2002.